# Isocladus tristense
Isocladus tristense är en kräftdjursart som först beskrevs av Leach 1818.  Isocladus tristense ingår i släktet Isocladus och familjen klotkräftor. Inga underarter finns listade i Catalogue of Life.